# Bublifuk (časopis)
Bublifuk je původní česká komiksová revue pro děti. První svazek vyšel na podzim 2015 a další následují se tříměsíční periodicitou. Projekt vymyslela spisovatelka a scenáristka Klára Smolíková a ke spolupráci přizvala přední komiksové autory. V každém čísle je několik komiksů – od šestistránkových po jednostránkové. Revue si klade za cíl popularizovat komiks jako médium, proto se zde kromě zábavných příběhů objevují i rubriky tematizující stavbu a historii komiksu.

## Příběhy

### Zelený vlk
Alchymisticky laděné a překvapivě vtipné putování vlka, kterému je na cestě průvodcem Aviž, posel z hvězd. Píše Kimea, kreslí Karel Jerie.

### Tři mušketýři
Přepracovaná knižní verze téhož komiksu. Tentokrát s větším možnosti rozehrát situační komiku a obohatit klasický příběh o odkazy na současnost. Píše a kreslí Petr Kopl.

### Hilfréd Hubertus Babočka
Steampunková dobrodružství jednoho nestandardního strýčka, kterému jeho neteř a synovec mohou, ale také nemusí věřit. Píše a kreslí Tomáš Kučerovský.

### Píp & Půp
Příhody dvou robotů, kteří jsou žáky futuristické roboškoly a z plechových autorit si těžkou hlavu nedělají. Píše Martin Šinkovský, kreslí Ticho762.

### Fernando a Stella předbíhají dobu
V renesančním městě se pouštějí do vynalézání Fernando a Stella a jejich vynálezy inspirují slavného Leonarda da Vinci. Píše Jiří Walker Procházka, kreslí Vojtěch Šeda

### Jak se dělá komiks
V komiksové redakci bydlí myšák Chlup, který v každém dílu čtenářům prozradí něco o tom, jak komiksy vznikají, jakou mají stavbu či jak se měnily v historii. Píše Klára Smolíková, kreslí Viktor Svoboda

### Piráti na suchu
Příběhy dvou vysloužilých pirátů, Alfonse a Karlose, kteří by si rádi konečně užili zasloužený odpočinek, jenže to by nesměli sedět na bedně plné zlata. Píše Klára Smolíková, kreslí Lukáš Fibrich.

### Knihomol Bubu
Jednostránkový komiks s vtipem a nadsázkou líčí těžký život knihomola, který se chce zakousnout do písmenek. Píše a kreslí Bára Buchalová.

### Prakomiksy
Výpravy do prehistorie vydávání komiksů v českých novinách a časopisech seznámí s průkopníky českého komiksu pro děti i zahraničními autory zde přetiskovanými. Připravuje Tomáš Prokůpek.

### Trampoty principála Piškoty
Tatínek se synem cestují s rodinným cirkusem a s lehkostí sobě vlastní vyřeší každou svízelnou situaci, která by mohla ohrozit představení. Píše Jiří Walker Procházka, kreslí Petr Šrédl (1. díl), Kateřina Čupová (od 2. dílu).